# Pavel Leonard
Pavel Ștefan Leonard (sau Leonardi, în rusă Павел Стефанович Леонард; n. 11/23 iulie 1837, Cubolta, raionul Sîngerei, Republica Moldova – d. 8/20 iulie 1891, Cubolta, raionul Sîngerei, Republica Moldova) a fost un sociolog, scriitor, publicist și activist civic din Imperiul Rus. A deținut rangul de consilier la Curtea Imperială și titlul onorific de șambelan.

## Biografie
Leonard provenea dintr-o familie nobiliară basarabeană. Familia Leonard, cunoscută și drept Leonardi, își avea originile în Veneția și a venit în Moldova în timpul domniilor fanariote. A fost moșier, deținând domeniile Cubolta (vezi conacul Leonard și parcul din localitate) și Stefanovca în ținutul Soroca.
A fost implicat în susținerea învățământului public în Imperiul Rus și în special în gubernia Basarabia, activând ca tutore al școlilor parohiale din ținutul Soroca și al școlii populare din Akkerman.
În plan politic, a fost un susținător ferm al autocrației țariste, considerând că aceasta trebuie să se sprijine pe țărănimea înstărită. În sfera esteticii, a fost un adversar al realismului și al ideii de popularitate a artei.

## Activitate publicistică
Pavel Leonard a publicat numeroase lucrări cu teme economice, sociale și de politică externă. Printre cele mai importante scrieri ale sale se numără:
- Călătorie prin Europa principiului răsunător al naționalităților, Leipzig, 1867;
- Câteva cuvinte despre zemstve în general, despre cea din Basarabia în special. Domnii zemstvei și administratorii zemstvei, Odesa, 1871;
- Câteva reflecții despre adunările obștești, Odesa, 1872;
- Schițe din viața Europei în ultimii 20 de ani, Sankt Petersburg, 1874;
- Tripla Alianță și Anglia. Unirea și dezbinarea Europei, Sankt Petersburg, 1876;
- Nevoile agriculturii. Muncitorul agricol. Drumurile. Piața, Sankt Petersburg, 1881;
- Tulburările și adevărata lor cauză, Sankt Petersburg, 1881;
- O eră nouă pentru nobilime, Viena, 1885;
- Ce vor să ia de la poporul rus. Constituționalism. Radicalism. Alexandru al II-lea, Sankt Petersburg, 1887;
- Durerea socială, Odesa, 1887;
- Criza agrar-industrială și măsuri pentru înlăturarea ei, Sankt Petersburg, 1888.

## Averea și moșiile
La momentul morții, Pavel Leonard era unul dintre cei mai bogați moșieri din Basarabia.
Valoarea totală a averii era estimată la peste 1,2 milioane de ruble, iar venitul anual net depășea 80.000 de ruble. Principalul produs agricol al domeniilor sale era vinul, apreciat în întreaga Rusie și livrat chiar și Curții Imperiale.

## Moartea
A decedat la 8 iulie 1891 și a fost înmormântat în cimitirul familiei. Fiica sa, Ecaterina, a avut primul automobil din Basarabia. Aceasta a fost nevoită să se refugieze la București, după ocupația sovietică a Basarabiei și Bucovinei de Nord.